# Ville d'Hobsons Bay

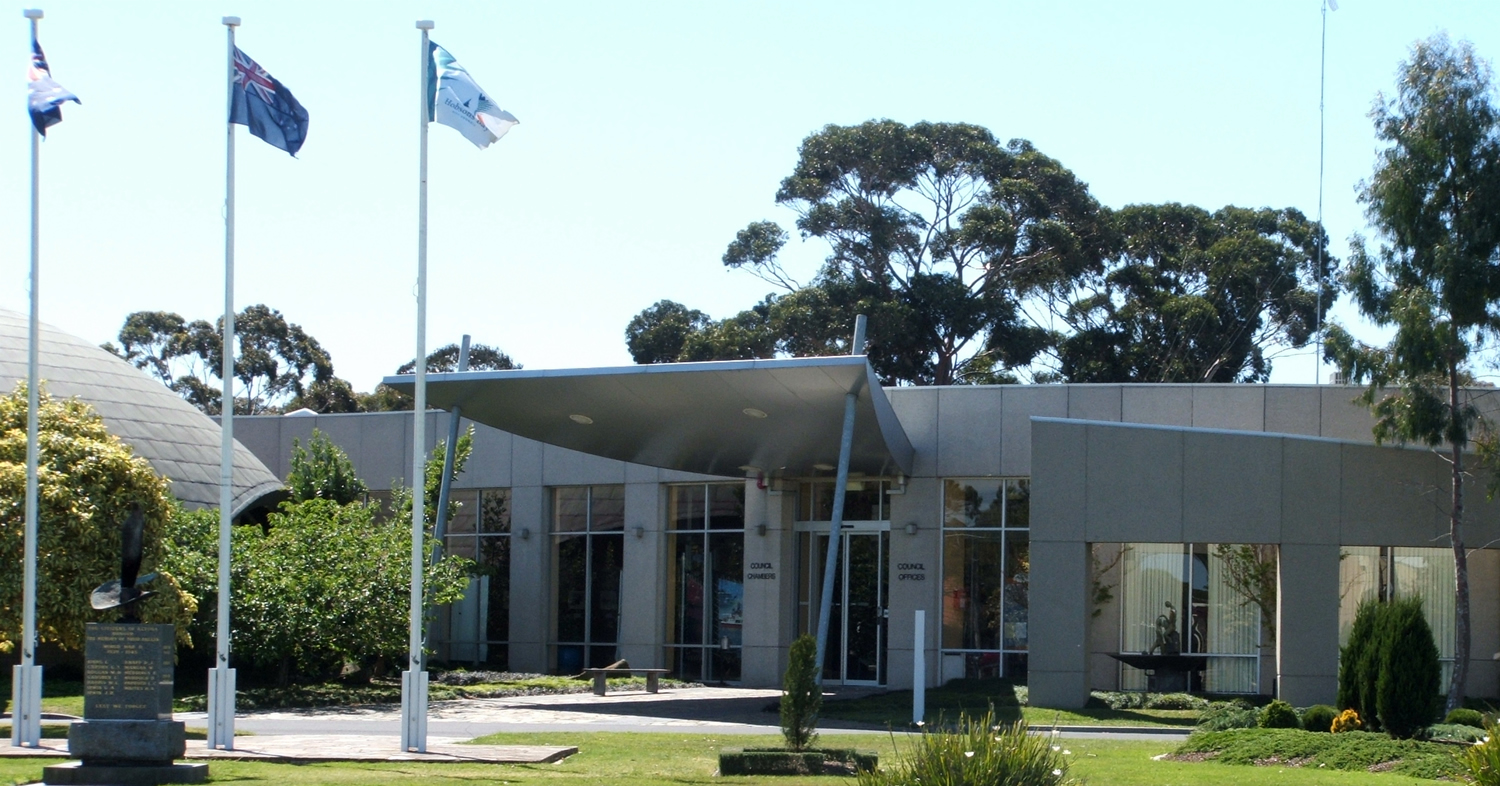
L'hôtel de ville d'Altona.

La ville d'Hobsons Bay, en anglais The City of Hobsons Bay, est une zone d'administration locale à l'ouest du centre-ville de Melbourne au Victoria en Australie.
Elle a été créée le 22 juin 1994 des conseils locaux par le gouvernement de l'État de la ville de Williamstown et de la ville d'Altona, ainsi que de la banlieue de Kingsville Sud de la ville de Footscray. Elle a pris son nom de Hobsons Bay, du nom du capitaine William Hobson. La ville a une superficie de 64 kilomètres carrés, et en juin 2018, elle comptait 96 470 habitants.

## Quartiers
La ville comprend les quartiers de :
- Altona
- Altona Meadows
- Altona Nord
- Brooklyn (en commun avec la ville de Brimbank)
- Laverton (en commun avec la ville de Wyndham)
- Newport
- Seabrook
- Seaholme
- Kingsville Sud
- Spotswood
- Williamstown
- Williamstown Nord